# Spark Unlimited
Spark Unlimited – producent gier komputerowych. Firma została założona przez byłych programistów Medal of Honor. Jej siedziba znajduje się w Sherman Oaks w Kalifornii. Firma kojarzona jest głównie z grą konsolową Call of Duty: Finest Hour. 
Studio wyprodukowało także first-person shooter Legendary. Do gry tej użyto silnika Unreal engine w wersji 3.0. Przedsiębiorstwo jest w całości własnością pracowników.

## Gry stworzone przez Spark Unlimited
- Call of Duty: Finest Hour – (Xbox, GameCube, PlayStation 2)
- Turning Point: Fall of Liberty – (Xbox 360, PS3, PC)
- Legendary (wcześniej Legendary: The Box) – (Xbox 360, PS3, PC)